# Germania (Philipp Veit)

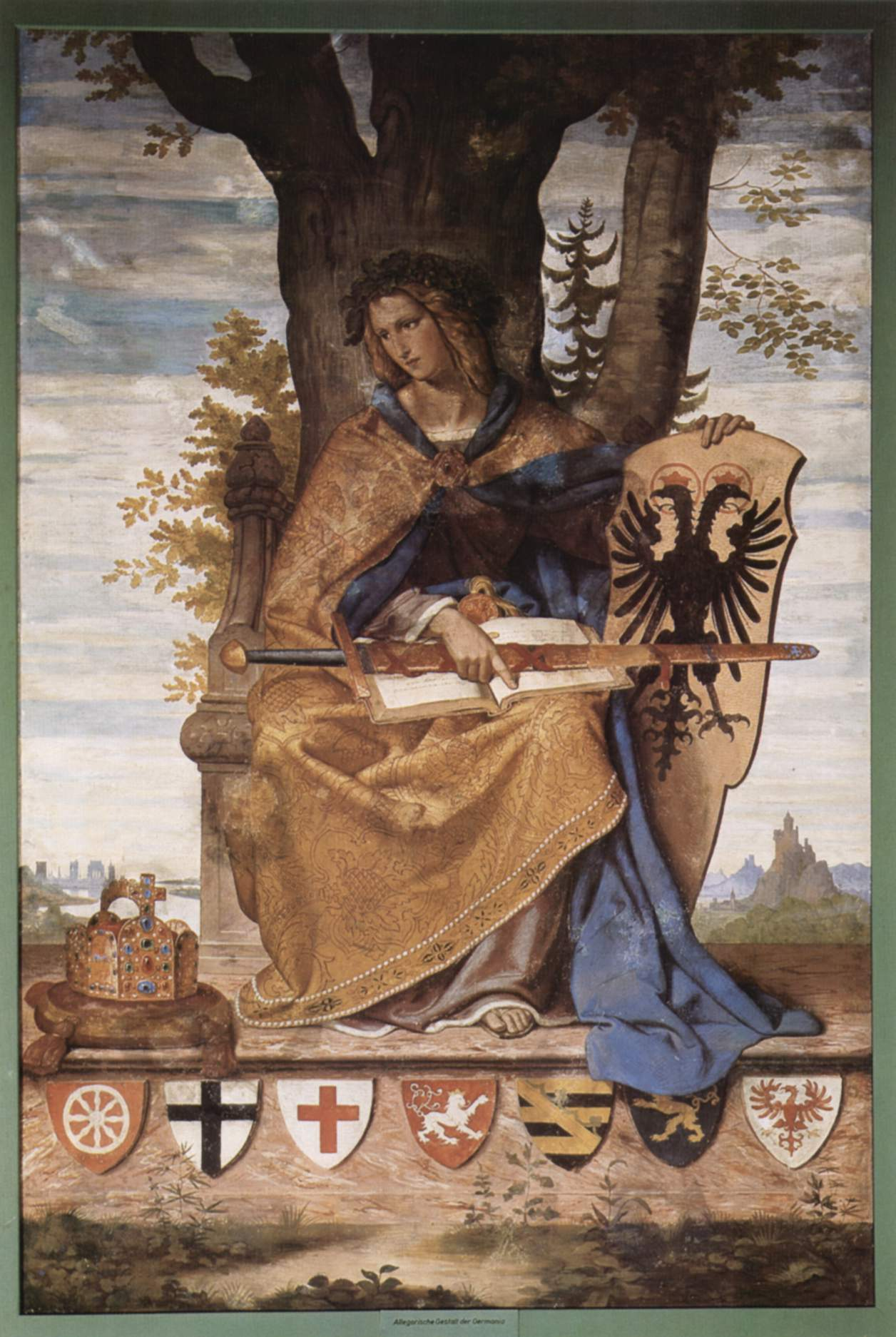
Germania von Philipp Veit im Städelschen Kunstinstitut

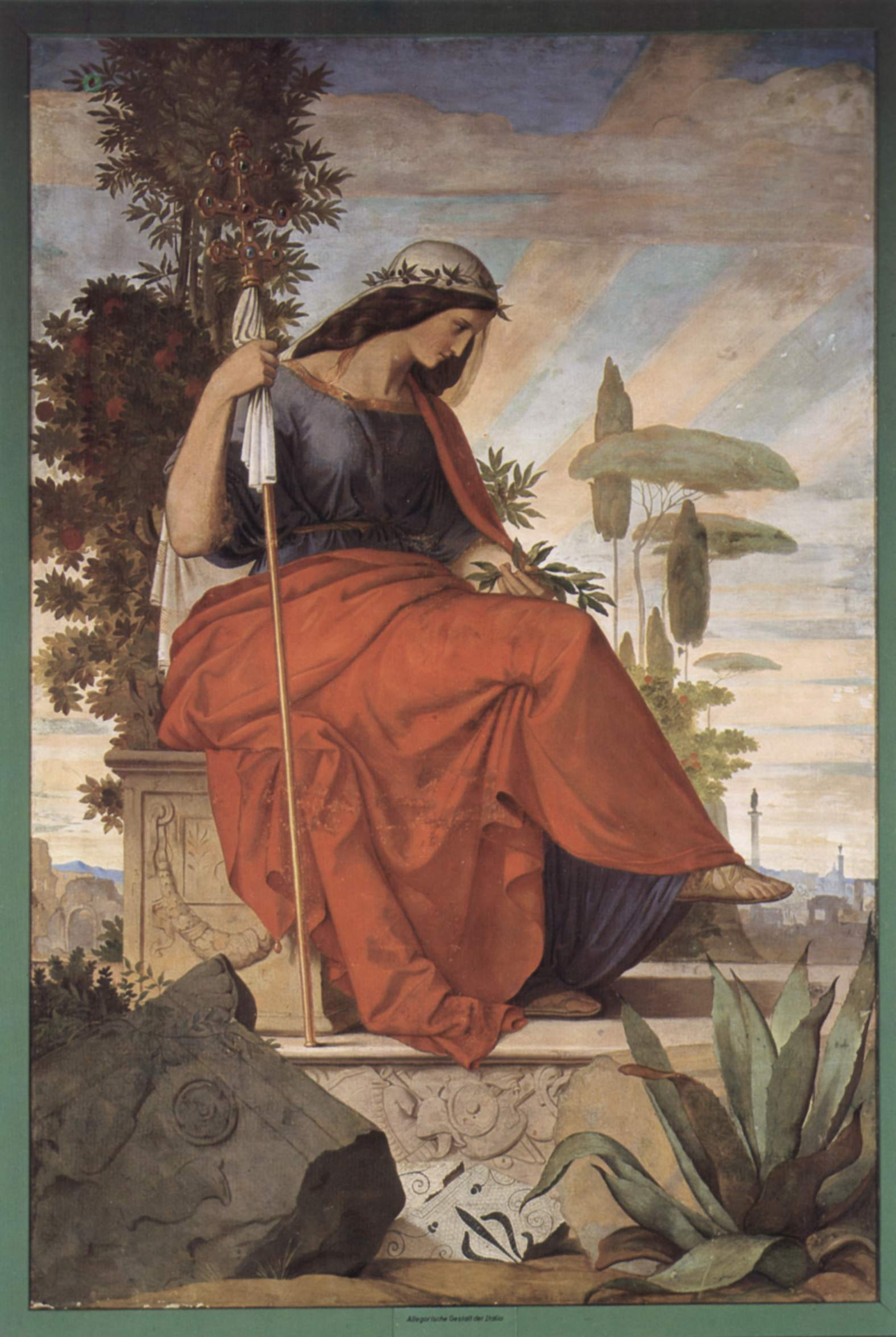
Italia, das der Germania gegenübergestellte Seitenbild

Die Germania ist ein Gemälde, das Philipp Veit in den Jahren 1834 bis 1836 geschaffen hat. Die Germania ist eine Frau, die Deutschland in dem damaligen Umriss des Deutschen Bunds darstellt. Das Gemälde ist eines von zwei Seitenbildern eines großen Wandgemäldes „Einführung der Künste in Deutschland durch das Christentum“. Das andere Seitenbild zeigt die Italia, die Nationalallegorie Italiens. Das auf Leinwand übertragene Fresko mit den Maßen 285 × 192 cm befindet sich im Städelschen Kunstinstitut in Frankfurt am Main.
Veit gehörte zum Künstlerkreis der Nazarener, einer konservativ-katholischen Gruppe. Sie blickte verklärend auf das deutsche Mittelalter zurück. Seine Nationalallegorie der Germania ist daher nicht unbedingt als Verkörperung der damals aktuellen Nationalstaatsdebatte zu sehen. Vielmehr steht sie für das mittelalterliche Kaisertum, die weltliche Schutzmacht der Künste. Die Italia symbolisiert das Papsttum als die geistliche Schutzmacht.
Das Bild steht für ein damals „aktuelles, romantisch-retrospektives Nationalbewusstsein“, so Rainer Schoch. Die Wappen der Kurfürsten und die aufgeschlagene Goldene Bulle verweisen auf die mittelalterliche deutsche Verfassung. Neben dem Reichsschwert Karls des Großen und dem Wappenschild mit dem Doppeladler ist auch die Reichskrone ein Zeichen für das Alte Reich, das 1806 untergegangen ist. Germania sitzt vor einem Eichenstamm in einer romantischen Rheinlandschaft, der (unvollendete) Kölner Dom steht für die geistliche, die Burgen für die weltliche Macht.
Oftmals wird Philipp Veit noch ein weiteres „Germania“-Gemälde zugeschrieben: Das Bild, das in den Jahren 1848 und 1849 in der Frankfurter Paulskirche hing, als dort die deutsche Nationalversammlung tagte. Diese Germania in der Paulskirche könnte von anderen Malern stammen, war aber offenbar von Veits früherer Germania beeinflusst.

## Belege
1. ↑  Siehe Rainer Schoch: Streit um Germania. Bemerkungen zur ‚Germania‘ aus der Paulskirche. In: Germanisches Nationalmuseum (Hrsg.): 1848: Das Europa der Bilder. Band II: Michels März. Germanisches Nationalmuseum, Nürnberg 1998, S. 89–102, hier S. 94.
2. ↑  Rainer Schoch: Streit um Germania. Bemerkungen zur ‚Germania‘ aus der Paulskirche. In: Germanisches Nationalmuseum (Hrsg.): 1848: Das Europa der Bilder. Band II: Michels März. Germanisches Nationalmuseum, Nürnberg 1998, S. 89–102, hier S. 94/95.
3. ↑  Rainer Schoch: Streit um Germania. Bemerkungen zur ‚Germania‘ aus der Paulskirche. In: Germanisches Nationalmuseum (Hrsg.): 1848: Das Europa der Bilder. Band II: Michels März. Germanisches Nationalmuseum, Nürnberg 1998, S. 89–102, hier S. 91.